# Si convenit
Si convenit (latín: "Si es conveniente") fue una bula otorgada por el papa Alejandro VI con fecha de 19 de diciembre de 1496 en favor de Fernando e Isabel, reyes de Castilla y Aragón. Es conocida por otorgar el título de Reyes Católicos a los monarcas españoles.

## Contenido
La bula enumera los méritos por los cuales el Consistorio otorga el título de "católicos": la unificación de los reinos, la reconquista del reino de Granada, la expulsión de los judíos, la liberación de los Estados Pontificios y del Reino de Nápoles y los esfuerzos realizados contra los otomanos.

### Texto de la bula
[1] Alejandro, Obispo, siervo de los siervos de Dios, a nuestros carísimos hijos en Cristo, Fernando e Isabel, Rey y Reina Católicos de las Españas: Salud y bendición apostólica:
[2] Si es conveniente que esta Santa Sede Apostólica, Madre y Maestra de todos los fieles, a la que por voluntad divina gobernamos teniendo en cuenta los méritos y la virtud de cualquier principe, le recompense como corresponda, con apostólica largueza, ocurresenos ante todo, como dignas de ser recordadas con ánimo agradecido y de ser galardonadas con señalados favores las acciones de vuestras Majestades, cuya justicia, religión, piedad, grandeza de alma, clemencia para con la fe ortodoxa, celo insigne y devoción perenne a la Iglesia Romana fulguró siempre en vosotros sobre todos los Príncipes cristianos
[3] Puesto que habiendo empuñado en edad aun florida las riendas de tantos pueblos y reiros, que afligidos y destrozados por discordias intestinas se extinguian entonces en diversas parcialidades, procurasteis con todo interés e increible vigilancia y destreza renovarlos y consolidarlos y otorgar ante todo la paz, así a vuestros compatriotas como a vuestros vecinos
[4] Así, pues, con el apaciguamiento de todas las cosas, es increíble cuán brevemente Vuestras Serenidades han reducido como a un solo cuerpo toda la robustez de España
En medio de tan gran fortuna, en vez de entregaros al ocio y a las delicias y contentos con la gloria de vuestros mayores, acometisteis con no menor ánimo que fuerzas una guerra fidelísima en la Bética; no a impulsos de ambición o codicia alguna, sino por la gloria del nombre de Dios y por el afán de propagar la fe católica, sin dejaros amedrentar de ninguna dificultad, de ningún gesto o trabajo ni de incomodidades o peligros, los cuales soportasteis firmísimamente, hasta que, con las ayudas materiales y la bendición de la sede apostólica, y con la asistencia de Dios de los ejércitos la llevasteis a cabo felizmente, en menos de diez años (mucho más rápidamente de lo que todos opinaban), con la mayor alegría nuestra y la de todos los cristianos. Y así, aquel reino, que en el corazón de vuestra España, con gran peligro de los vuestros e injuria del nombre cristiano había rendido pleitesía a la impiedad Mahometana más de 700 años, fue restituido por vuestro valor a Jesucristo nuestro Salvador; en donde ahora, aventados los delirios Mahometanos, se publica la verdad evangélica y se rinde culto al Dios Omnipotente con las debidas ceremonias de la Iglesia. Victoria gloriosa a fe digna de ser celebrada con recuerdo perenne, por cuya virtud no sólo recreasteis a la cristiandad afligida con innumerables desgracias que le acarrearon los infieles, sino que también advertisteis con vuestro ejemplo a los demás Príncipes Cristianos, que las fuerzas y las armas, que el Señor les otorgó, deben ser empleadas, no para ruina e injuria o perjuicio de los cristianos, ni para engrandecer codiciosamente el propio imperio, sino para la salvación de los Cristianos y para defensa de la fe católica y de la Iglesia.
[5] Ahora bien; aunque es muy difícil dilucidar qué virtudes prevalecen en Vuestras Majestades, si las de la guerra o las de la paz, sin embargo, a vuestra religión y alma católica les abona un incesante interés por custodiar en vuestros reinos la fe católica, ya que no cesáis de combatir a sus abiertos adversarios ni de expurgar dichos reinos de enemigos internos emboscados, que bajo el nombre de cristianos, mas habiendo renegado de Cristo, habían inficionado al pueblo del Señor con perfidia judaica y execrable superstición. Para que aquella peste no siguiera nutriéndose ahí por más tiempo de raíz tan venenosa ahuyentasteis por completo a la muchedumbre de judíos que vivían en vuestro reino, dejándolos llevar sus biedes con increíbles pérdidas para vosotros y quebranto de los naturales, sacrificándolo todo en aras de las celestiales ganancias.
[6] Pues de cuánta veneración y devoción colman Vuestras Majestades a la Sede Apostólica abundantemente lo declararon los Napolitanos si antes siempre, sobre todo en esta próxima guerra, cuando por defender nuestra dignidad pontificia y los derechos de la Iglesia Romana a la que legitimamente pertenecía el reino de Sicilia, que primeramente había sido perdido y luego recuperado y defendido, merced a vuestras fuerzas terrestres y navales reunidas y transportadas allá con gran dispendio y prontitud ; sin perjuicio de que entre tanto Vuestras Serenidades, perseverando entre tantas ocupaciones en su piedad para con la república cristiana maquinen llevar la guerra a los Africanos, enemigos del nombre cristiano; la cual, concebida tiempo ha, y planeada en vuestro ánimo, esperamos que sosegadas en breve las cosas, la emprendais de nuevo a ejemplo de vuestros mayores con igual ardor de ánimo y por la largueza divina la rematéis con igual suceso. Pues es peculiar de los Reyes de España luchar por la fe y fue siempre destino de los Reyes españoles vencer a los infieles. Pensando nosotros todas estas cosas y repasándolas con grato recuerdo, como quiera que nos parecía justísimo y muy conforme, a la obligación con que estamos peculiarmente vinculados a vuestras Majestades, y por ser propio de nuestro oficio pastoral, el que nuestra benevolencia y la de la Sede Apostólica hacia vuestras Majestades por vuestros méritos tan insignes quedaran honradas ante todos, con alguna señalada muestra de gratitud y puesto, que debíais ser distinguidos con un insigne galardón y categoría de honor juzgamos que debíamos consultar antes a nuestro Sacro Senado sobre este honor que deseábamos decretar. En este Senado, con gran alabanza vuestra, vistas todas las cosas maduramente, concurriendo en vuestro honor los votos de todos vuestros venerables Hermanos Cardenales de la Santa Iglesia Romana, por consejo de los mismos y en premio de los méritos precitados y a vuestras egregias virtudes, de señalado celo de la fe católica y devoción de la Iglesia Romana, y para que los demás Príncipes Cristianos más se estimulen con vuestro ejemplo a merecer bien de la fe católica y de la Sede Apostólica, y esperando que contra los Africanos y otros infieles Vuestras Serenidades han de reportar a la república cristiana cada día frutos más fecundos y que perseverando en esta devoción y obediencia no habéis de faltar jamás a la misma Iglesia, Vuestra Madre piadosa, y a la Sede Apostólica, y a Nosotros que en ella nos sentamos, decretamos llamaros en adelante, por especial prerrogativa y privilegio Católicos y señalar y honrar con este título peculiar en nuestras inscripciones a vuestras personas a las cuales en uso de nuestro oficio apostólico por las presentes señalamos, honramos y nombramos con este tan ilustre título. Pues, ¿a quién cuadra mejor el título de Rey Católico, que a vosotros, defensores de la fe católica, y de la Iglesia Católica, a la cual se esfuerzan continuamente Vuestras Majestades en defender y propagar con las armas y con la sangre?